# Cetonana petrunkevitchi
Espèce
Cetonana petrunkevitchi est une espèce d'araignées aranéomorphes de la famille des Trachelidae.

## Distribution
Cette espèce est endémique du Brésil.

## Étymologie
Cette espèce est nommée en l'honneur de Alexander Petrunkevitch.

## Publication originale
- Mello-Leitão, 1945 : Some interesting new Brazilian spiders. Transactions of the Connecticut Academy of Arts and Sciences, vol. 36, p. 169-175.